# Еварісто де Маседо
Еварісто де Маседо Фільйо (порт. Evaristo de Macedo Filho, нар. 22 червня 1933, Ріо-де-Жанейро, Бразилія) — бразильський футболіст, що грав на позиції нападника. По завершенні ігрової кар'єри — тренер.
Виступав, зокрема, за клуби «Фламенго», «Барселона» та «Реал Мадрид», а також національну збірну Бразилії.
Чотириразовий переможець Ліги Каріока. П'ятиразовий чемпіон Іспанії. Володар Кубка Іспанії з футболу. Дворазовий володар Кубка ярмарків. Володар Кубка Бразилії (як тренер).

## Клубна кар'єра
У дорослому футболі дебютував 1950 року виступами за команду клубу «Мадурейра», в якій провів два сезони.
Своєю грою за цю команду привернув увагу представників тренерського штабу клубу «Фламенго», до складу якого приєднався 1953 року. Відіграв за команду з Ріо-де-Жанейро наступні чотири сезони своєї ігрової кар'єри. Більшість часу, проведеного у складі «Фламенго», був основним гравцем атакувальної ланки команди.
1957 року уклав контракт з клубом «Барселона», у складі якого провів наступні п'ять років своєї кар'єри гравця. Граючи у складі «Барселони» також здебільшого виходив на поле в основному складі команди. У новому клубі був серед найкращих голеодорів, відзначаючись забитим голом в середньому щонайменше у кожній третій грі чемпіонату. За цей час двічі виборював титул чемпіона Іспанії, ставав володарем Кубка ярмарків (також двічі).
З 1962 року три сезони захищав кольори команди клубу «Реал Мадрид». У цій команді продовжував регулярно забивати. За цей час додав до переліку своїх трофеїв ще три титули чемпіона Іспанії.
1965 року повернувся до клубу «Фламенго», за який відіграв 2 сезони. Завершив професійну кар'єру футболіста 1967 року виступами за команду «Фламенго».

## Виступи за збірні
1952 року захищав кольори олімпійської збірної Бразилії. У складі цієї команди провів 1 матч.
1955 року дебютував в офіційних матчах у складі національної збірної Бразилії. Протягом кар'єри у національній команді, яка тривала усього 3 роки, провів у формі головної команди країни 13 матчів, забивши 8 голів.
У складі збірної був учасником футбольного турніру на Олімпійських іграх 1952 року у Гельсінкі, Чемпіонату Південної Америки 1957 року у Перу, де разом з командою здобув «срібло».

## Кар'єра тренера
Розпочав тренерську кар'єру невдовзі по завершенні кар'єри гравця, 1970 року, очоливши тренерський штаб клубу «Баїя».
1980 року був запрошений до збірної Катару, з якою пропрацював до 1984 року, а згодом ще декілька разів до цієї команди. Зокрема під орудою Еварісто ця команда була учасником футбольного турніру на Олімпійських іграх 1984 року у Лос-Анджелесі, футбольного турніру на Олімпійських іграх 1992 року у Барселоні.
1985 року став головним тренером збірної Бразилії, яку тренував один рік. Згодом протягом 1985—1986 років очолював тренерський штаб збірної Іраку, керував цією командою на її першій і наразі єдиній світовій першості — чемпіонаті світу 1986 року у Мексиці.
1990 року прийняв пропозицію попрацювати у клубі «Греміо». Залишив команду з Порту-Алегрі 1990 року. Протягом одного року, починаючи з 1991, був головним тренером команди «Крузейру».
З 1993 і по 1995 рік очолював тренерський штаб команди «Фламенго». 1996 року став головним тренером команди «Атлетіку Паранаенсе», тренував команду з Куритиби лише один рік.
Згодом протягом 1997—1997 років очолював тренерський штаб клубу «Греміо». 1997 року прийняв пропозицію попрацювати у клубі «Віторія» (Салвадор). Залишив команду із Салвадора 1997 року.
Протягом одного року, починаючи з 1998, був головним тренером команди «Фламенго». 1999 року був запрошений керівництвом клубу «Корінтіанс» очолити його команду, з якою пропрацював до 1999 року.
З 2002 і по 2002 рік очолював тренерський штаб команди «Васко да Гама». 2002 року знову став головним тренером команди «Фламенго», тренував команду з Ріо-де-Жанейро лише один рік.
Згодом протягом 2003—2004 років очолював тренерський штаб клубу «Віторія» (Салвадор).
2005 року прийняв пропозицію попрацювати у клубі «Атлетіку Паранаенсе». Залишив команду з Куритиби 2006 року.
Наразі останнім місцем тренерської роботи був клуб «Санта-Круж», головним тренером команди якого Еварісто де Маседо був протягом 2007 року.

## Досягнення

### Як гравця
- Переможець Ліги Каріока:

«Фламенго»: 1953, 1954, 1955, 1965
- Чемпіон Іспанії:

«Барселона»: 1958–1959, 1959–1960
«Реал Мадрид»: 1962–1963, 1963–1964, 1964–1965
- Володар Кубка Іспанії з футболу:

«Барселона»: 1958–1959
- Володар Кубка ярмарків:

«Барселона»: 1955–1958, 1959–1960
Збірні
- Срібний призер Чемпіонату Південної Америки: 1957

### Як тренера
- Володар Суперкубка Бразилії:

«Греміо»: 1990
- Володар Кубка Бразилії:

«Греміо»: 1997